# 穆埃
穆埃（法語：Mouhet，法語發音：[mu.ɛ]）是法国安德尔省的一个市镇，位于该省西南部，属于勒布朗区。

## 地理
穆埃（46°22'59"N, 1°26'0"E）面积32.26 平方千米，位于法国中央-卢瓦尔河谷大区安德尔省，该省份为法国中部省份，北起卢瓦-谢尔省，西北接安德尔-卢瓦尔省，西南接维埃纳省，南至克勒兹省和上维埃纳省，东临谢尔省。
与穆埃接壤的市镇（或旧市镇、城区）包括：阿泽拉布勒、圣塞巴斯蒂安、拉沙特尔朗格兰、帕尔纳克、大谢佐。

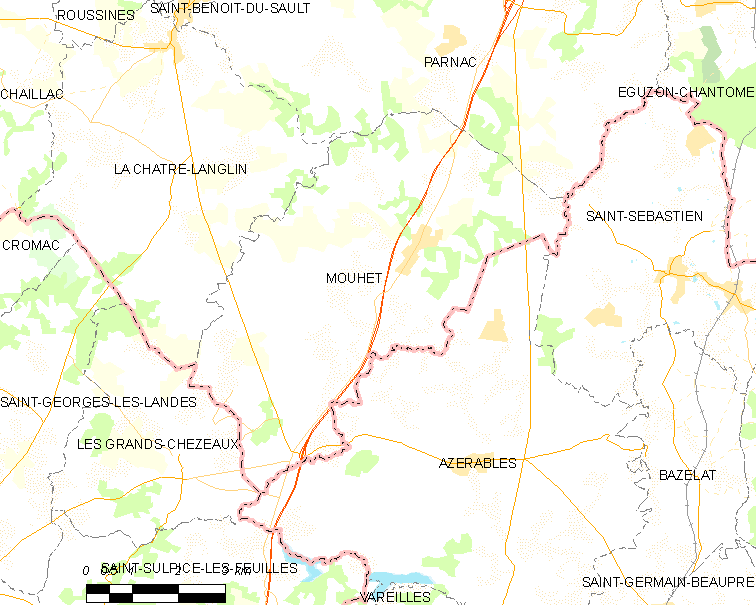
穆埃的OSM定位图

穆埃的时区为UTC+01:00、UTC+02:00（夏令时）。

## 行政
穆埃的邮政编码为36170，INSEE市镇编码为36134。

## 政治
穆埃所属的省级选区为圣戈捷县。

## 人口

1962-2008年间穆埃人口变化图示

穆埃于2022年1月1日时的人口数量为411人。